# Lőj a zongoristára
A Lőj a zongoristára! (Tirez sur le pianiste!) fekete-fehér francia film, François Truffaut filmrendező második nagyjátékfilmje.

## Ismertetése
A film főhőse Charlie (Charles Aznavour), egy kopottas bár félénk zongoristája, aki szerelmes a pincérnőbe, Lenába (Marie Dubois). Egy este beállít hozzá egyik bátyja, akit üldöznek, így belekeveredik egy bohózatba illő gengsztertörténetbe. Charlie – eredeti nevén Edouard Saroyan – korábban sikeres zongoraművész volt, de pályája kettétört. Felesége egy alkalommal megvallotta, hogy viszonya volt az impresszárióval, és hogy férje a karrierjét neki köszönheti. A vallomás után az asszony kiugrott az ablakon. Miközben Charlie ezt elmeséli Lenának, a visszaemlékezés képei megelevenednek. A nő biztatja, hogy legyen bátor, kezdje újra, mert mindig van remény. A bár féltékeny tulajdonosa azonban beleköt Charlie-ba, aki egy groteszk kergetőzés végén önvédelemből leszúrja, majd Lenával elmenekül. Fivéreivel együtt egy erdei házban rejtőznek, amikor a két üldöző bandita odaérkezik, és a kialakuló csetepatéban véletlenül Lenát találják el. Charlie már csak a holttest fölé hajolhat. Azután újra a bár zongorája mellett látjuk, ugyanúgy, ugyanolyan mozdulatlan arccal játssza ugyanazt a dallamot.
Charlie érzékeny, gátlásos ember, aki tudja magáról és beletörődött, hogy nem győzelmekre termett, hogy az élet bármikor átgázolhat rajta. Az egész történet ezt példázza, a nézőnek pedig azt sugallja, hogy a kisember nem tud kilépni saját sorsából. „Most oda kellene mennem hozzá” – gondolja és halljuk is belső monológjában, felesége vallomása után; csak néhány másodpercig tétovázik, de ez elég is a tragédiához (öngyilkosság). Lena és a bártulajdonos vitájában végre megpróbál cselekedni: közbelép – és éppen ez lesz a veszte (gyilkossá válik). Ezt a végzetszerűséget játsszák-kopogják a közeliben, sokáig mutatott zongorabillentyűk is. Különösen izgalmas, hogy ezt a melodramatikus történetet Truffaut milyen szabadon, mennyire kötöttségektől mentesen adja elő. A drámai hatású jeleneteket lépten-nyomon vígjátéki, sőt bohózati elemek szakítják meg. Charlie a nyakát szorongató bártulajdonost egy irreálisan hosszú konyhakéssel szúrja le. Az egyik gengszter anyja életére esküszik, hogy igazat mond – és egy stilizált képen már látjuk is, amint a néni szívéhez kapva elterül. Egy gengszter lövés előtt háromszor megpördíti a levegőben pisztolyát, akár egy vadnyugati mesterlövész, így találja el véletlenül Lenát. A filmen végigvonuló apró, játékos ötletek olyan alaphangulatot adnak, amelyben minden lehetséges, amelyben semmit nem szabad teljesen komolyan venni – miközben mindaz, amit látunk, halálosan komoly.

## Szereplők
- Charles Aznavour (Charlie Kohler/Edouard Saroyan) - Dégi István
- Marie Dubois (Lena) - Csomós Mari
- Nicole Berger (Theresa) - Tordai Teri
- Michèle Mercier (Clarisse) - Borbás Gabi
- Jean-Jacques Aslanian (Richard Saroyan) - Balázs Péter
- Daniel Boulanger (Ernest) - Miklósy György
- Serge Davri (Plyne) - Szabó Ottó
- Claude Heymann (Lars Schmeel) - Velenczey István
- Alex Joffé (Passerby) - Horváth Pál
- Richard Kanayan (Fido Saroyan)
- Catherine Lutz (Mammy) - Győri Ilona
- Claude Mansard (Momo) - Kautzky József
- Albert Rémy (Chico Saroyan) - Kaló Flórián
- Alice Sapritch (Házmester) - Czigány Judit

## Külső hivatkozások
- Lőj a zongoristára a PORT.hu-n (magyarul)
- Lőj a zongoristára! az Internet Movie Database oldalon (angolul)